# المكتبة الغريبة
المكتبة الغريبة  (باليابانية: ふしぎな図書館) هي رواية مُخصصة للأطفال من تأليف هاروكي موراكامي، صدرت الطبعة الأولى من الرواية عام 1983. نُشر العديد من الكتب المصورة بناءً على هذه الرواية آخرها عام 2014.

## القصة
تدور أحداث القصة حول صبي صغير في المدرسة، تبدأ رحلته مع المكتبة من أجل إنجاز مشروع بحثي للمدرسة ليصل إلى نفق مظلم ويتورط مع رجلٍ كبير السن يُريد السيطرة على فكره.